# IV. Mereszanh
IV. Mereszanh ókori egyiptomi királyné az V. dinasztia idején, valószínűleg Menkauhór, esetleg Dzsedkaré Iszeszi fáraó felesége. Lehetséges, hogy az ő fiai voltak Raemka és Kaemtjenent; családi kapcsolatukra szakkarai sírjuk elhelyezkedése utal.
Mereszanhot a szakkarai 82-es számú sírba temették, amely Mariette számozása szerint a D5 sír. A sír egyetlen, feliratok nélküli kamrából áll, Mereszanh nevét egy, a sírban talált sztélé említi.
Mereszanh címei: A jogar úrnője (wr.t-ḥts), Nagy kegyben álló (wr.t-ḥzwt), Aki látja Hóruszt és Széthet (m33.t-ḥrw-stš), A király felesége (ḥm.t-nỉswt), Tazepef papnője (ḥm.t-nṯr tˁỉ-zp=f), Thot papnője (ḥm.t-nṯr ḏḥwtỉ), Az akáciaház henteseinek elöljárója (ḫrp.t sšmtỉw šnḏ.t), Hórusz segítője (ḫt-ḥrw), Hórusz társa (smr.t-ḥrw), A Két Úrnő szeretettjének hitvese (zm3.t mrỉỉ-nb.tỉ), Hórusz társa (tỉs.t-ḥrw).